# Artnapping
Artnapping staat voor het gijzelen van kunstwerken tegen een losgeld voorstellende een bepaald procent van de verkoopwaarde van de geroofde kunstwerken. Hierdoor perst men de verzekeringsmaatschappij af. De maatschappij is door de voordelige deal geneigd de politie buiten de geldoverdracht te houden aangezien de rekening vlug gemaakt is.
Artnapping ontstond naar analogie met het begrip kidnapping. 